# Gobierno Regional de Ñuble
El Gobierno Regional de Ñuble es un órgano con personalidad jurídica de derecho público y patrimonio propio, que tiene a su cargo la administración superior de la región de Ñuble, y cuya finalidad es el desarrollo social, cultural y económico de ésta. Tiene su sede en la capital regional, la ciudad de Chillán.
El GORE se administra entre el gobernador regional y el consejo regional.

## Facultades del Gobernador regional de Ñuble
Dentro de las facultades que le corresponden al gobernador, es ser el órgano ejecutivo del gobierno regional, correspondiéndole presidir el consejo regional y ejercer las funciones y atribuciones que la ley orgánica constitucional determine, en coordinación con los demás órganos y servicios públicos creados para el cumplimiento de la función administrativa. Asimismo, le corresponde la coordinación, supervigilancia o fiscalización de los servicios públicos que dependan o se relacionen con el gobierno regional.
Cabe recalcar que su figura no es un representante del presidente de la República en la región, para tal representación la ley 20.990 creó el cargo de delegado presidencial regional de Ñuble.

## Consejo regional de Ñuble
El consejo regional o CORE Ñuble es un órgano de carácter normativo, resolutivo y fiscalizador, dentro del ámbito propio de competencia del gobierno regional, encargado de hacer efectiva la participación de la ciudadanía regional y ejercer las atribuciones que la ley orgánica constitucional respectiva le encomienda.
Está integrado por 16 consejeros regionales elegidos por sufragio universal en votación directa, de cada una de las 3 provincias de la región (8 por Diguillín; 4 por Itata; y 4 por Punilla), duran 4 años en sus cargos y pueden ser reelegidos hasta por dos periodos.

### Listado de consejeros regionales
El consejo regional está compuesto, para el periodo 2025-2028, por los representantes de:
- Diguillín
  - Carlos Chandía Bravo (UDI)
  - Christopher Casanova González (PRCh)
  - Bárbara  Hennig Godoy (RN)
  - María Acuña Olivera (PRCh)
  - Marcelo Cifuentes Cifuentes (PS)
  - Mario Urra Zambrano (Ind-PDC)
  - Geraldine Aravena Godoy (Ind-PSC)
  - Daniela Guzmán Yévenes (PS)

- Itata
  - Dalibor Franulic Muñoz (RN)
  - Carlos Garrido Cárcamo (UDI)
  - Iter Stuardo Malverde (Ind-PDC)
  - Wilson Ponce Hernández (Ind-PRSD)

- Punilla
  - Lorena Jardua Campos (UDI)
  - Sergio Ruíz Aedo Ind- (RN)
  - Pablo Jiménez Acuña (PS)
  - Arnoldo Jiménez Venegas (Ind-PRSD)